# Source Code Control System
 For alternative betydninger, se SCCS.
Source Code Control System – forkortet SCCS – var det første versioneringssystem for kildekode. Det udvikledes i 1972 på Bell Labs af Marc J. Rochkind for at blive anvendt på en IBM System/370-computer med operativsystemet OS/MVT. SCCS porteredes senere til en PDP-11 i UNIX-miljø.